# Marlène Schiappa
Marlène Schiappa (Parigi, 18 novembre 1982) è una scrittrice, attivista e politica francese, dal luglio 2020 al maggio 2022 ministro delegato responsabile della cittadinanza nel governo del primo ministro Jean Castex. In precedenza ha ricoperto il ruolo di Segretario di Stato per l'uguaglianza di genere nel governo del Primo ministro Édouard Philippe dal 2017 al 2020..

## Biografia
Cresciuta in una tenuta comunale multirazziale a nord di Parigi, è figlia di Jean-Marc Schiappa, storico di origini corse e di Catherine Marchi, vicepreside a Digione. Ha due sorelle e frequentato il Lycée Claude-Bernard dove ha conseguito il Baccalauréat ES. Ha studiato Geografia alla Sorbona per un anno. Ha seguito un corso serale di comunicazione e ha conseguito una laurea convalidata dall'Università di Grenoble.
Nel 2007, Schiappa ha iniziato a lavorare presso la società pubblicitaria Euro RSCG, lo stesso anno ha fondato la rivista online "Les Pasionarias". Nel 2008 ha creato un blog per madri lavoratrici chiamato "Maman travaille", in seguito al successo del blog ha creato una rete di supporto per le madri lavoratrici per mettere insieme proposte di cambiamenti nella politica. Dopo la nascita della sua prima figlia, ha lasciato la pubblicità e ha iniziato a scrivere romanzi sul tema della maternità e del femminismo, alcuni dei libri di maggior successo sono stati: Letters To My Uterus e Who Are The Rapists. Si trasferì a Le Mans, nel nord-ovest della Francia.
Ha scritto diversi libri erotici con lo pseudonimo di Marie Minelli.
Vice sindaco di Le Mans e consulente della comunità di Le Mans Métropole dal 2014, è anche responsabile della sezione "uguaglianza tra donne e uomini" del movimento politico En marche.
Il 2 aprile del 2023 viene anticipata la notizia che la viceministra apparirà sulla copertina dell'edizione francese di Playboy il successivo 8 aprile: Schiappa è la prima donna politica a essere immortalata dalla celebre testata erotica. La scelta di accettare la proposta della rivista patinata ha suscitato critiche bipartisan dai suoi colleghi. 
Nel luglio 2023 la commissione d'inchiesta del senato francese sui Fondi Marianne di cui la Schiappa era responsabile, istituita per contrastare l'islamismo radicale su internet, si pronuncia, valutando negativamente anche le sue apparizioni mediatiche quali quelle su Playboy e Valeurs actuelles, sulla gestione dei fondi di 2,5 milioni di euro stanziati dopo l'assassinio di Samuel Paty, giudicandola arbitraria, opaca e frammentaria. Lo stesso mese Macron, nel mini rimpasto del governo, destituisce la viceministra.

## Vita privata
Dopo un breve matrimonio nel 2001, ha sposato Cédric Bruguière nel 2006, hanno due figlie insieme. È cintura marrone nello judo.